# الرامي (كوكبة)
كوكبة الرامي أو كوكبة القوس ؛ وتدعى باللاتينية Sagittarius. هي كوكبة تظهر في نصف الكرة الشمالي في فصل الصيف وفي نصف الكرة الجنوبي في فصل الشتاء.
ويرجع أصل تسمية هذا الکوکبة إلى البابليين القدماء حيث كانوا يتخيلونه على شكل رامي يقذف بقوسه نحو نجم قلب العقرب، وقد كان كوكبة الرامي (قوس) يعتبر رمزاً لإله الحرب عند البابليين.
ومن أهم المجرات الموجودة في كوكبة الرامي: NGC 6822، والتي تعتبر كمجرة شاذة.
ومن السدم: م8، م17، م20، NGC 6818.
ومن التجمعات النجمية: م18، م21، م23، م25, NGC 6530, NGC 6603, NGC 6716, م22، م28، م54,م55، م69، م70، م75, NGC 6723
وأما أهم النجوم في کوکبة الرامي فهي: ألفا الرامي (النجم ركبة الرامي)، وبيتا الرامي 1 (النجم العرقوب المقدم)، وبيتا الرامي 2 (العرقوب المؤخر)، وجاما الرامي (زج النشابة)، ودلتا الرامي ( وسط القوس)، وإبسلون الرامي (شبه القوس الجنوبية)، وزيتا الرامي (الأسلة)، ولمبدا الرامي (شبه القوس الشمالية).
کوکبة الرامي  يشكل منطقة مرور الكواكب. يتواجد في مسیر الشمس، من أجل ذلك فهو ينتمي إلى منطقة البروج. لكن بالأخص، الرامي، في وسط درب التبانة، يقع في إتجاهه مركز مجرتنا. يمكن ملاحظة أجرام كثيرة من كل الأشكال في هذا القطاع من سماء الليل. برج القوس من تقسیمات
دائرة البروج، في ماض البعید تمر من کوکبة الرامي أو القوس ویسمی ببرج القوس وحالیا یمر من كوكبة العقرب وكوكبة الحواء وقسم قلیل من كوكبة الرامي (القوس).

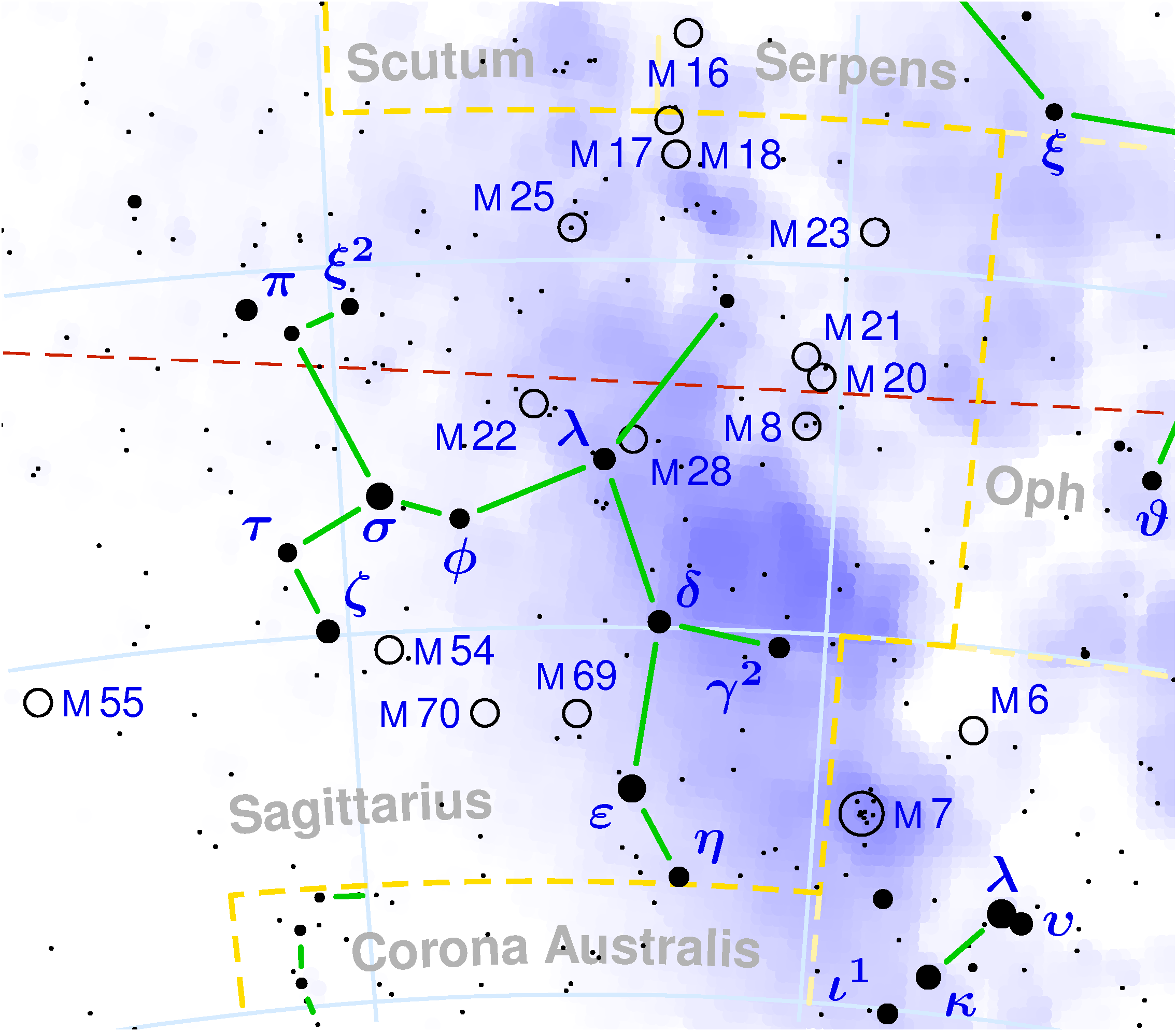
خريطة كوكبة الرامي السماوية